# علي بن عبد الله آل خليفة
علي بن عبد الله آل خليفة (توفي في 11 أغسطس 2009) سياسي بحريني.

## السيرة
ولد علي في مدينة المحرق. حصل على بكالوريوس طب بشري من جامعة القاهرة وزمالة الكلية للجراحة من غلاسكو. شغل الوظائف التالية: قائد الخدمات الطبية بمستشفى قوة الدفاع وأستاذ مشارك بجامعة الخليج العربي ورئيس الأكاديمية الملكية للأطباء الأخصائيين في البحرين ورئيس الاتحاد العربي للطب الرياضي. تم تعيينه عضوا في مجلس الشورى من 2002 حتى وفاته في 2009.